# Prostitution in Frankreich

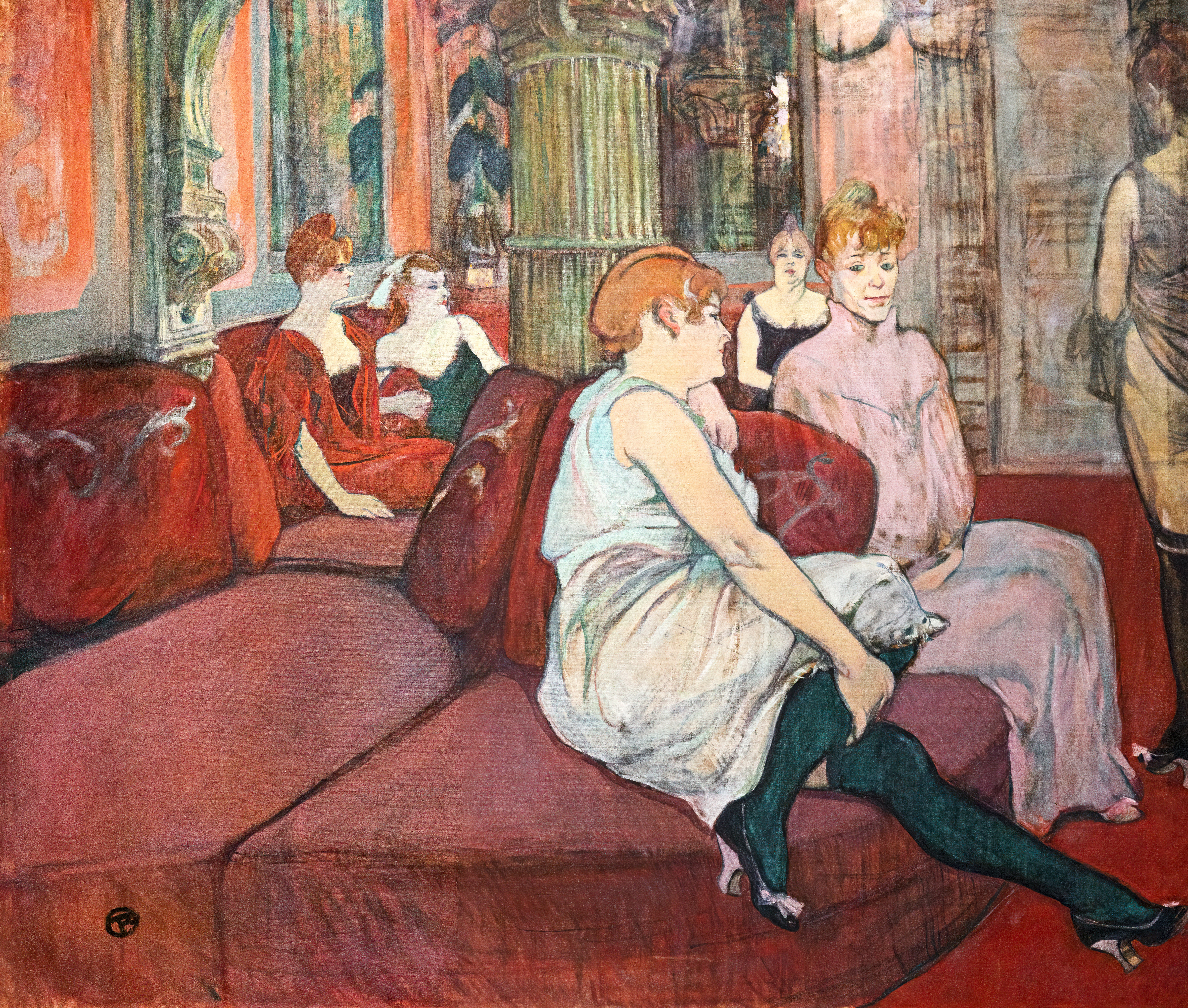
Toulouse Lautrec: Der Salon in der Rue des Moulins. 1894

Die Prostitution in Frankreich ist in der jüngeren Vergangenheit vom Abolitionismus geprägt und wurde im April 2016 unter Strafe gestellt. Strafbar waren zuvor schon Zuhälterei, Frauenhandel, Bordelle und Prostitution mit Minderjährigen. Seit April 2016 wurde Prostitution auch für die Kunden von Prostituierten (Freier) strafbar, bleibt aber für die Prostituierten straffrei (Nordisches Modell für Prostitution).
Im 19. und bis in die erste Hälfte des 20. Jahrhunderts war die Prostitution in Frankreich, insbesondere in Paris, von Bordellen (französisch maisons closes) geprägt. Berüchtigt waren dabei die Massenbordelle, sogenannte Maison d’abattage (deutsch Schlachthaus): Prostituierte wie Gäste waren gleichermaßen schlimmsten Bedingungen ausgesetzt. Diese Bordelle und die Zustände in ihnen waren neben dem Vorwurf der Kollaboration mit der deutschen Besatzungsmacht im Zweiten Weltkrieg einer der Hauptgründe der Pariser Stadtverordneten Marthe Richard, das französische Bordellverbotsgesetz von 1946 zu initiieren.

## Geschichte

### Prostitution im 17. und 18. Jahrhundert

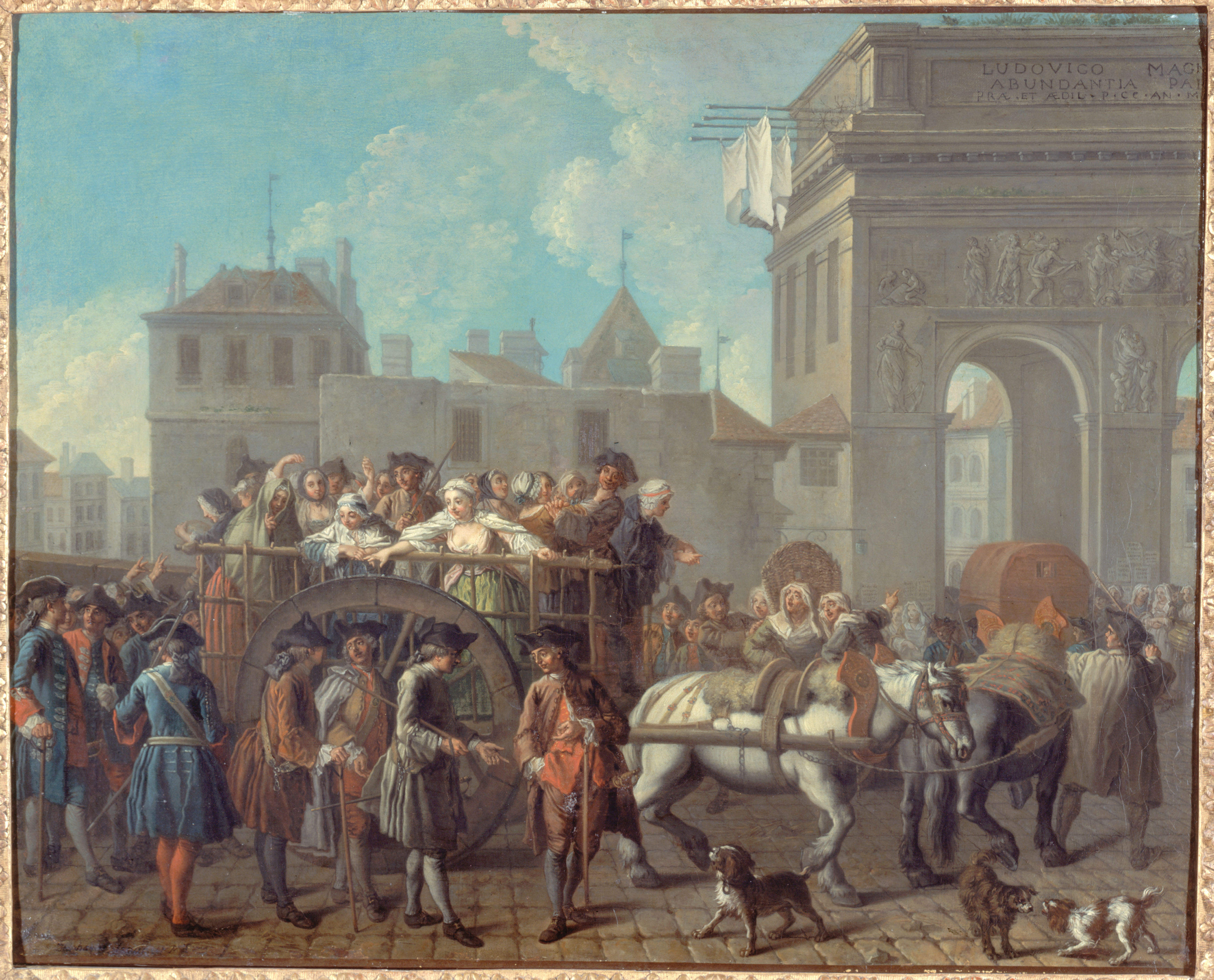
Transport der Freudenmädchen zur Polizeiwache, Étienne Jeaurat, 1755

Im Jahre 1658 veranlasste Ludwig XIV., dass alle Frauen, die der Prostitution nachgingen, wegen Unzucht oder Ehebruchs verurteilt und im Armenhaus Salpêtrière zu internieren seien, bis sie Buße getan und durch einen Priester die Absolution erhalten hätten.
Die Prostituierte auf der Straße musste einen Widerspruch auflösen: Sie musste sich vor den Organen der Obrigkeit verbergen, aber gleichzeitig für mögliche Kunden erkennbar sein. Offensichtlich kam dabei dem Blickkontakt eine wichtige Bedeutung zu.
In den Jahren 1781 bis 1784 wurden rund um den Palastgarten (1. Arrondissement) in Paris etwa 60 Häuser mit Arkadengängen gebaut, die Wohnungen, Läden, Gastronomiebetriebe und Vergnügungseinrichtungen beherbergten. Hier konzentrierte sich das Nachtleben der Hauptstadt, und es war ein Haupttreffpunkt, an dem sich täglich circa 1500 Prostituierte versammelten. Die Promenade auf der Allée des Soupirs (Seufzerallee) war in ganz Europa berühmt, weil sich dort die schönsten Mädchen und Frauen aus allen Ständen prostituierten, auch Personen aus dem Hochadel wurden dort angetroffen. Da die Anlage dem Herzog von Orléans, einem Verwandten des Königs, gehörte, hatte die Polizei keinen Zutritt. Dies ermöglichte eine gewisse Versammlungsfreiheit. Am 13. Juli 1789 (nach einigen Quellen am 11. Juli oder 12. Juli) rief dort Camille Desmoulins zum bewaffneten Aufstand auf. Paris hatte zu Beginn des 18. Jahrhunderts 500.000 und im Jahre 1789 600.000 Einwohner.
Madame Marguerite Gourdan besaß eines der größten Bordells namens Chateau de Madame Gourdan in der rue des Deux Portes an der Ecke der rue Saint-Sauveur. Reiche und einflussreichste Politiker, Adelige und sogar Geistliche gingen in ihrem Etablissement ein und aus. Es war eines der größten Bordelle seiner Zeit, auf verschiedene Häuser und sogar Straßenzüge verteilt. Im Hause arbeitete Marie-Jeanne Bécu, die spätere comtesse du Barry, die es zur Mätresse Ludwigs XV. brachte.
Ein weiteres Beispiel war die französische Schauspielerin, Philosophin und Feministin Marie-Madeleine Jodin. Sie geriet aus verschiedenen Gründen in Konflikt mit der police des mœurs, einer Sittenpolizei des Ancien Régime. Unter anderem deshalb, weil sie und ihre Mutter aufgrund des Todes ihres Vaters, des Uhrmachers Jean Jodin (1713–1761), und der daraus resultierenden Armut eine gewisse Zeit der Prostitution nachgingen. Die police des mœurs wurde im Jahre 1747 von Nicolas René Berryer ins Leben gerufen und organisierte sich innerhalb des «Bureau de la discipline des mœurs». Als 20-Jährige wurde sie im November 1761 zusammen mit ihrer Mutter in das Frauengefängnis des Hôpital de la Salpêtrière interniert. Ihre Erfahrungen aus dieser Zeit bewogen sie zu verschiedenen Forderungen über die zukünftigen Rechte von Frauen. So setzte sie sich für eine Aufhebung der in der Öffentlichkeit ausgeübten Prostitution ein und dafür, dass sich Prostituierte, filles de joie, nicht mehr vor der police des mœurs für ihr Tun rechtfertigen müssen. Sie war für die Einrichtung einer eigenen Frauen-Gerichtsbarkeit, die für familiäre Konflikten zuständig ist. Ebenso setzte sie sich für die Errichtung von Wohnstätten für bedürftige Frauen und ein Recht auf Scheidung ein.
Die Dirnenentlohnung bewegte sich bis um das Jahr 1790 in der Gegend des Palais Royals zwischen 7 und 20 Livres. Die Prostituierten waren verpflichtet, ein vergoldetes Emblem am Gürtel zu tragen. Hieraus entlehnt sich die Redewendung: «Bonne renommée vaut mieux que ceinture dorée.» (zu Deutsch: Ein gutes Renommee ist besser als ein goldener Gürtel.) Dies hatte zur Folge, dass die sich von den Prostituierten abgrenzenden Frauen einen einfachen und schlichten Gürtel wählten.

### Prostitution im 19. Jahrhundert und in der ersten Hälfte des 20. Jahrhunderts

#### Massenbordelle als Folge der industriellen Revolution
Es gibt kaum zeitgenössische Berichterstattung über die Massenbordelle; der Sexual- und Prostitutionsforscher Alexandre Jean Baptiste Parent-Duchatelet (1790–1836) erwähnt keine explizit, aber in seinen Schriften ist 1857 durchaus von Massenprostituierten die Rede, Frauen der untersten Gesellschaftsschicht, die den Garnisonen folgen:

„Die wenigsten wohnen in Zimmern oder besitzen gar Möbel; sie hausen zum größten Teil in Löchern und Speichern […]. Ich habe einen nur durch einen Schacht beleuchteten Keller gesehen, der fünf Meter unter der Erde lag, in dem zum Teil bis zu dreißig Frauen zusammengepfercht waren. Ein Vermieter in Belleville hatte mit Brettern zwanzig zwei Meter lange und eineinhalb Meter breite Zellen zusammenzimmern lassen; in jedem dieser Verschläge verbrachten mindestens zwei Mädchen die Nacht, auf einem entsetzlichen Gemisch aus Abfällen und Ungeziefer liegend.“

Im Jahre 1887 berichtete Gustave Macé, ehemaliger Chef der Kriminalpolizei, über das Massenbordell 29 in seinem Buch namens Eine hübsche Welt:

„Betreten wir das Bordell im Haus Nr. 29, dem letzten der Straße, damit sie eine Vorstellung bekommen, wie damals solche Häuser aussahen. Im Erdgeschoß dieses Lupanars befindet sich ein großer Saal, in dem sich die Mädchen und die Besitzer aufhalten. In diesem Salon, in den man durch einen kaum neunzig Zentimeter breiten Gang gelangt, befinden sich drei Tische aus rohem Holz, auf denen entsetzlich dreckige geflickte Wachstücher liegen.

An der Decke des niedrigen, verräucherten Saals hängt eine Ölfunzel; das Licht wird von einem dunklen Schirm nach oben gelenkt, auf eine rotgestrichene Holzkiste und den Kopf einer alten Frau, die auf einem mit Stroh ausgestopften Kissen sitzt und schneeweiße Haare hat; entsetzlich, der Anblick ihres offenen zahnlosen Mundes. … Die sechs Zimmer sind mit einem Bett, einem kleinen Tisch, einer Waschschüssel und einem Krug ausgestattet, die völlig verdreckt sind, da sie seit Wochen nicht mehr gereinigt worden sind. Die Bettwäsche wird einmal pro Monat gewechselt.

Das Personal dieser Häuser entspricht der Einrichtung.“

Mit der Industrialisierung Frankreichs und den wachsenden Fabriken wurden immer mehr billige Hilfsarbeiter gebraucht, die sich zu Tausenden aus den ehemaligen Kolonien rekrutierten. Viele billige Arbeiter drängten aus Afrika nach Frankreich, welche nicht die Möglichkeit hatten, ihre Familien nachzuholen bzw. überhaupt welche zu gründen, da sie infolge des alltäglichen Rassismus und ihrer begrenzten Begüterung für den französischen Heiratsmarkt nicht in Frage kamen. So blieben für die nordafrikanischen Arbeiter nur die billigen Massenbordelle.

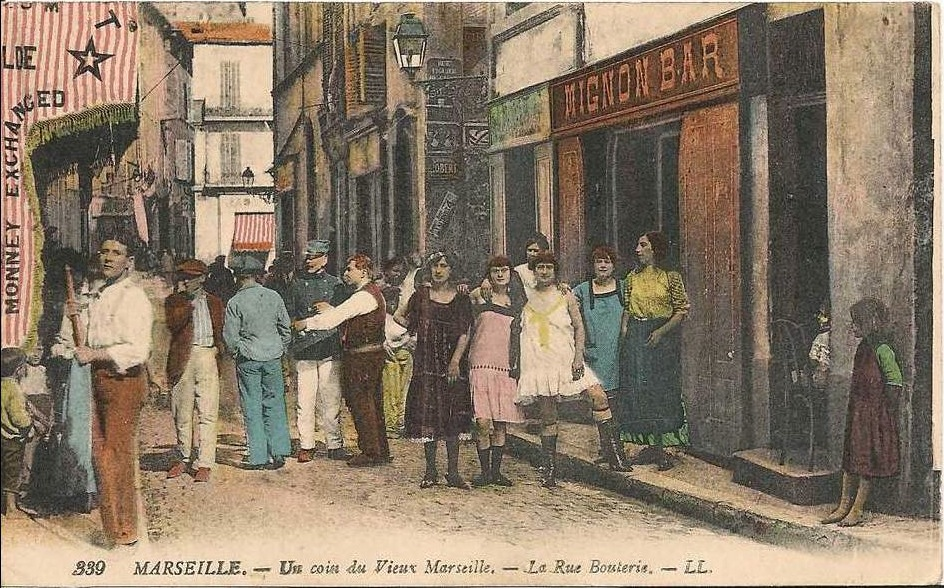
Marseille, 1919

Ein Auszug aus der Hausordnung von 1929 des Moulin Galant:

„Der Kunde bezahlt 5 Francs 25. Davon erhält das Haus 2 Franc fünfzig und die Dame ebenfalls; 25 Centimes kostet das Handtuch. Der Kunde ist nicht verpflichtet, der Dame ein Geschenk zu machen; tut er es, hat diese das Geschenk mit der Direktion zu teilen. Jede Dame ist verpflichtet, täglich zwölf Stunden anwesend zu sein, von zwei Uhr nachmittags bis zwei Uhr nachts.

Die Unkosten für die Damen betragen 30 Francs pro Tag; Arztbesuche sind in dieser Summe nicht enthalten. Die Damen werden ausdrücklich gebeten, sich ihre Post nicht an die Adresse des Etablissements, 10, rue de Fourcy, schicken zu lassen.“

Der Schriftsteller Alphonse Bodard zitiert aus einem Brief an Paul Langevin aus dem Jahr 1934:

„… Die Frauen treffen morgens um neun Uhr ein und bleiben bis nachts um halb eins, häufig noch länger, … Während der Arbeit steht ihnen kein einziger Stuhl zur Verfügung! Diese abstoßenden Orte werden von Algeriern und Marokkanern besucht. Häufig legen sich pro Tag fünfzig und mehr auf diese unglücklichen Mädchen; die Kunden warten in einer Ecke, die im Milieu als ‚Garage‘ bezeichnet wird, bis sie an der Reihe sind …“

Boudard gibt in seinem Buch Das goldene Zeitalter des Bordells folgende Beschreibung des Wissenschaftlers und Kriminologen Edmond Locard wieder:

„Im Hurenjargon bedeutet ‚auf Schlachthaus machen‘ auf die Schnelle viele Kunden suchen, ohne sich um die Qualität zu kümmern. Ein Schlachthaus ist ein Bordell, in dem einfache Kunden empfangen werden, die nicht das Recht haben, besondere Ansprüche zu stellen. In den Bordellen der volkstümlichen und ärmeren Viertel findet das ‚Schlachtfest‘ vor allem an den Wochenenden statt; es handelt sich um Fließbandarbeit.“

Zu den moderateren Schlachthäusern zählte das Lanterne Verte, geschlossen 1921.
Nach den Polizeiberichten gab es 1938 in Paris zwölf offizielle Schlachthäuser; einige Bordelle hatten gar keine Namen, sondern wurden einfach nach den Hausnummern in der Straße benannt, in welchen sie sich befanden: Bekannt waren das 106 und Panier Fleuri (Boulevard de la Chapelle), das 164 und Bon Accueil (Boulevard de la Villette), das Eden (Rue de Lappe), Le Soleil (Rue Caron), Le Moulin Galant (Rue de Fourcy), das 43 (Rue Frémicourt), 162 (Boulevard de Grenelle), das 9 (Boulevard Auguste-Blanqui), das 26 (Rue Gérard), das Fragonard (Rue Bessière neben dem Rathaus von Clichy).

#### Edelbordelle
Bordelle wie das One Two Two oder das Le Chabanais galten nicht nur als schlichte sexuelle Befriedigungsstätten, sondern als künstlerische und kulturelle Treffpunkte und während des Zweiten Weltkrieges als wichtige Stützpunkte und Unterschlüpfe der Résistance.

#### Bordelle als Folge der französischen Kolonialisierung und Militärprostitution

Französisches Kolonialreich (hellblau: erste Erwerbungen im 16. Jahrhundert, dunkelblau: Erwerbungen bis 1920)

In allen französischen Kolonien war die Prostitution ein fester Bestandteil der französischen Lebensart, wie beispielsweise in New Orleans. Massenbordelle in ehemaligen französischen Besitzungen wie Algerien oder Tunesien haben ihren Ursprung in der Militärprostitution.
Prostitution war in Nordafrika gesetzlich erlaubt und wurde sogar gefördert. Die französischen Militärs empfanden es als wichtig, angesichts der vorherrschenden rigiden Sexualmoral in den islamischen Ländern ihre dort stationierten Soldaten bei Laune zu halten. Außerdem sollte die Ausbreitung von Geschlechtskrankheiten mit Hilfe medizinisch kontrollierter Prostituierter vermieden und die als Sodomie gefürchtete und verurteilte Homosexualität unterbunden werden.
In Algier im 18. Jahrhundert von Venture de Paris ist zu lesen:

„'Ein Militärgesetz Algiers verbietet den Soldaten, sich zu verheiraten bei Strafe, … Die Regierung mußte aber ein Auge zudrücken und zwei Laster offen tolerieren, die die Folge dieses Junggesellendaseins sind: Freudenmädchen und käufliche junge Männer. Jedes maurische Mädchen, das als Hure arbeiten will, läßt sich in die Register von Mezouar eintragen, ihre Eltern haben dann kein Recht mehr auf sie; sie wird die Frau der Youldash.“

Die Feldärzte waren damit beauftragt, Militärbordelle einzurichten, streng nach Soldaten und Offizieren getrennt. Meist waren die Militärbordelle im Niveau sehr unterschiedlich; während die Offiziere edle Häuser mit schönen und gebildeten Frauen besuchen konnten, standen für die gemeinen Soldaten und Söldner fast ausschließlich sehr schlecht geführte Häuser zur Verfügung mit katastrophalen Arbeitszuständen für die Frauen, ein Elend für beide Seiten, da sich die Frauen im Massenansturm der Soldaten kaum waschen geschweige denn gegen Geschlechtskrankheiten schützen konnten und diese wiederum an die Männer weitergaben.

„In Nordafrika … gibt es für wenig begüterte Kunden sogenannte Schlachthäuser …, bei denen die Zahl der Stiche den relativ niedrigen Preis kompensieren soll. Jede Frau empfängt durchschnittlich vierzig bis sechzig Kunden pro Tag. In den Militärbordellen sind die Zahlen, vor allem auf dem Land, beträchtlich höher: Eine Handvoll unglücklicher Mädchen teilt in der Regel ein Bataillon unter sich auf; dies bedeutet, daß jede in nicht einmal vierundzwanzig Stunden mehr als hundert Freier bewältigen muß …“

Im Ersten Weltkrieg wurde die Militärprostitution durch die großflächige Einführung der von der Armee verwalteten Bordels militaires de campagne (BMC) auf eine offizielle, wenn auch öffentlich kaum thematisierte Grundlage gestellt. Diese Feldbordelle hatten die Einrichtungen in den nordafrikanischen Kolonien als Vorbild und waren zuerst nur für Kolonialsoldaten und Fremdenlegionäre bestimmt, da die Militärführung sexuelle Kontakte zwischen diesen und einheimischen Frauen vermeiden wollte. Folglich waren in den BMC keine Französinnen des Mutterlandes, sondern hauptsächlich Algerierinnen anzutreffen. Die Militärbordelle blieben für die Fremdenlegion und in den Kolonien auch dann noch bestehen, als in Frankreich 1946 das Bordellverbotsgesetz in Kraft trat.

#### Der Zweite Weltkrieg und die Besetzung Frankreichs durch die deutsche Wehrmacht

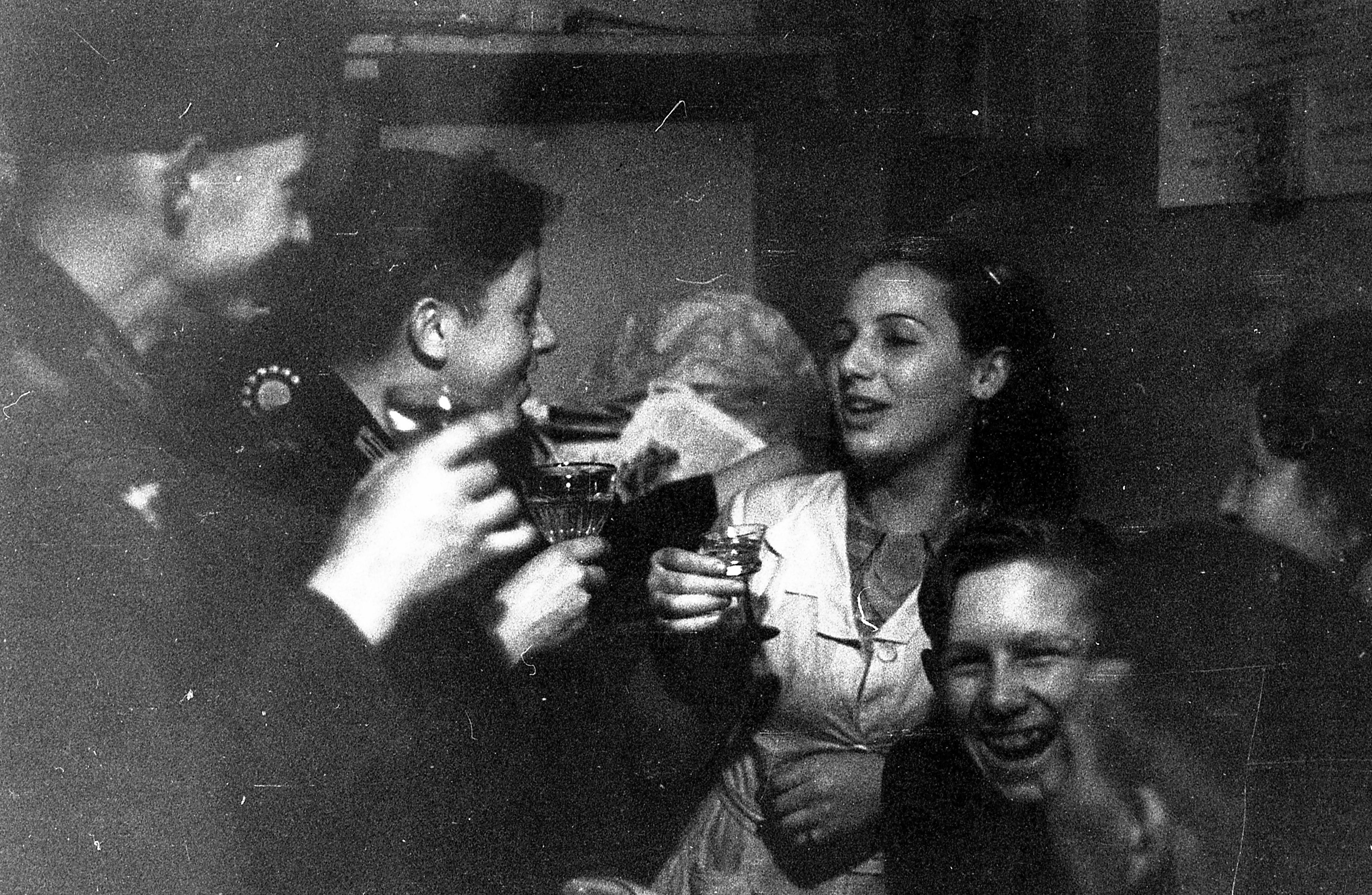
Soldatenbordell, Brest, 1940

Nach der Niederlage Frankreichs von 1940 im Zweiten Weltkrieg nahm die deutsche Besatzungsmacht die Dienstleistungen französischer Prostituierter in Anspruch (Wehrmachtsbordell). Billige Bordelle dienten den Mannschaften der Wehrmacht, teure Häuser wie das One Two Two oder Le Chabanais waren Offizieren vorbehalten. Die Bordelle machten hohe Gewinne, während die Arbeitsumstände schlecht waren und der körperliche und seelische Gesundheitszustand der Frauen durch die Massenabfertigung angegriffen wurde. Jeder Soldat erhielt am Bordelleingang eine Karte, in welcher der Name des Bordells und des Mädchens mit Datum der Vergnügung einzutragen war. Darunter waren die Worte gedruckt:

„Du mußt Dich nach dem Geschlechtsverkehr sanieren lassen! Die nächste Sanierungsstelle findest Du auf dem Plakat am Ausgang. Bewahre die Karte mindestens 5 Wochen gut auf.“

### Entwicklungen seit der zweiten Hälfte des 20. Jahrhunderts

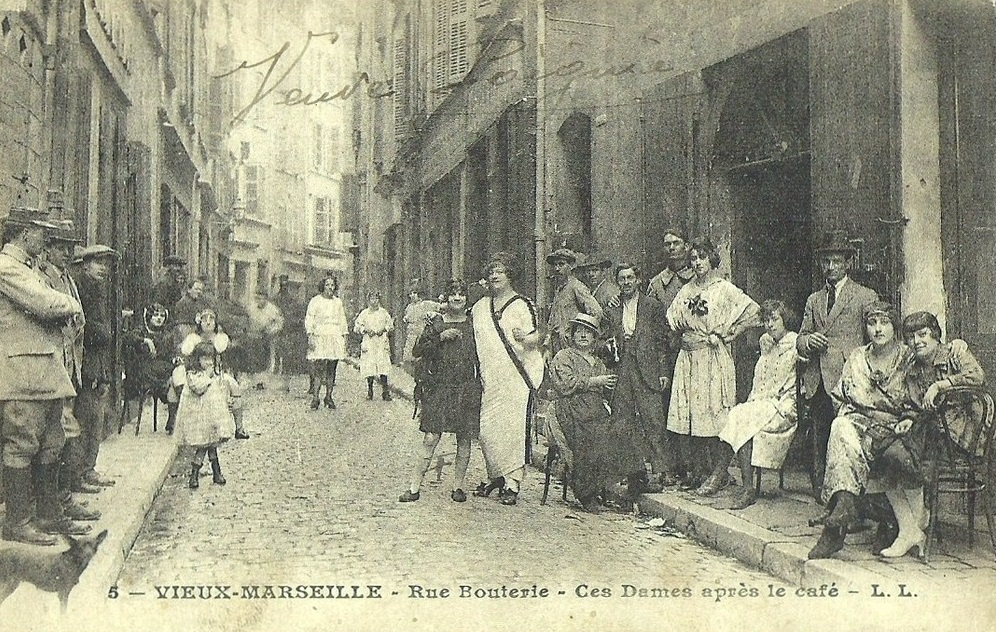
Marseille, 1920er Jahre

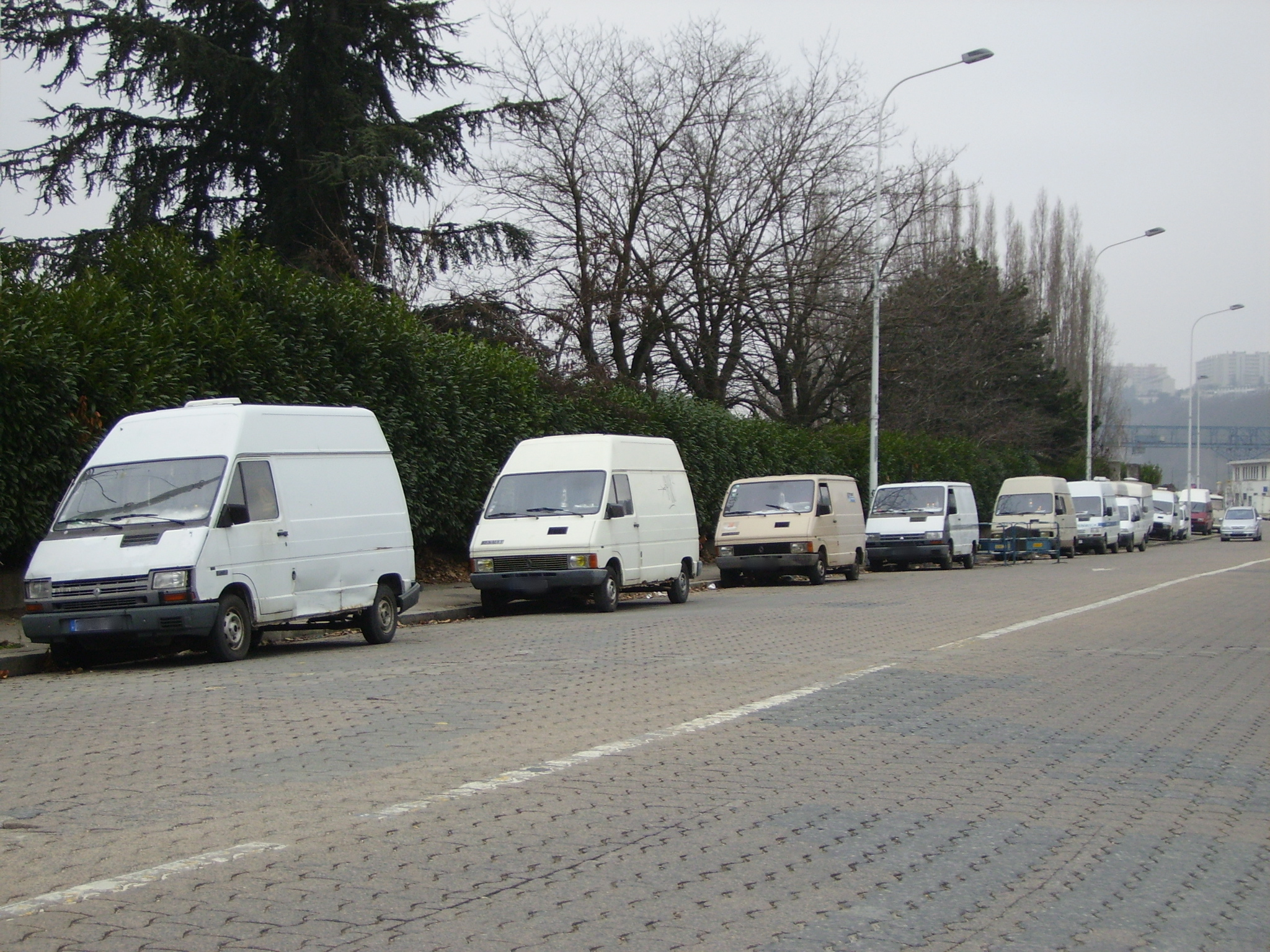
Wohnwagenprostitution in Frankreich, 2006

Durch das von Christdemokraten und Kommunisten initiierte Gesetz („Loi Marthe Richard“), beschlossen am 13. April 1946, wurden Bordelle verboten. Geschlossen wurden 1946 unter anderem die Pariser Bordelle Aux Belles Poules und Le Chabanais, das Massenbordell L’Étoile de Kléber und das Etablissement One Two Two. Der Schließung widersetzte sich das L’Étoile de Kléber.
Die Prostitution an sich blieb weiterhin erlaubt und fand seitdem vor allem in den großen Städten als Straßenprostitution statt. Die Prostitution war in den unmittelbaren Nachkriegsjahren weitgehend toleriert.
In der Nachkriegszeit fingen auch viele der Einwanderer an, die Billigprostitution für sich auszunützen. Dabei wechselten viele die Seite und ließen selbst Frauen als Prostituierte für sich arbeiten. Nicht selten war es so, dass die Frauen auf ein vorgegebenes Pensum kommen mussten. Boudard bürgt für ein Beispiel einer Frau, die zu einem Nordafrikaner gehörte. Sie sollte Juni 1959 (als Bordellprostitution in Frankreich offiziell schon verboten war) in Paris arbeiten und täglich 20.000 Francs einnehmen, bei einem Durchschnittspreis für 500 Francs pro Verkehr.

„Rechnen sie selbst: Vierzig mal kobern war notwendig, um die geforderte Summe abliefern zu können; vorausgesetzt natürlich es fanden sich so viele Kunden.“

Die französische Frauenrechtlerin Odette Philipon veröffentlichte 1960 einen Bericht, in dessen Vorwort Gewerkschafter schrieben:

„Die Zahl der Kunden ist beträchtlich; dies geht aus den unglaublichen Einnahmen der Zuhälter und der Zahl der Prostituierten hervor, die von der Polizei oder den Behandlungszentren für Geschlechtskrankheiten registriert sind. 13.000 Frauen sind als Prostituierte gemeldet, davon 4000 in Paris. Das bedeutet, daß in der Hauptstadt täglich mindestens 8000 Männer diesen Akt der Erniedrigung begehen: Eine Prostituierte, die nur zwei Durchgänge pro Tag hat, ist arm dran und kann kaum ihr Zimmer bezahlen. Schafft sie für einen Zuhälter an, muß sie auf zehn bis fünfzehn Stiche pro Tag kommen.“

Im Jahre 1960 unterzeichnete Frankreich die Konvention zur Unterbindung des Menschenhandels und der Ausnutzung der Prostitution anderer der UN; seither ist auch die Zuhälterei verboten, ein Straftatbestand, der heute sehr weit ausgelegt wird. Im Jahre 1975 streikten französische Sexarbeiterinnen und besetzten eine Kirche von Lyon, um gegen Polizeigewalt und Diskriminierung zu protestieren.
Seit Ende der 1990er Jahre waren durch Gesetzgebung und kommunale Behörden stärker werdende Restriktionen gegen die Prostitution zu verzeichnen. „Aktives Anwerben“ zur Kontaktaufnahme ist auf öffentlichen Straßen und Plätzen sowohl für Prostituierte wie auch für Freier strafbar.

### Prostitution im 21. Jahrhundert
Seit einer Gesetzesverschärfung von März 2003 („Loi Sarkozy“) konnten Prostituierte auch für „passives Anwerben“ (raccolage passif, zum Beispiel Anlächeln, Blickkontakt) mit zwei Monaten Gefängnis oder Geldstrafe bis 3750 € bestraft werden. Freier wie Prostituierte werden im Zuge von Polizeikontrollen auch wegen des Straftatbestandes „Sexueller Exhibitionismus“ verurteilt.
Öffentlich diskutiert wurde der Vorschlag, nach schwedischem Vorbild die Prostitution vollständig zu untersagen und ausschließlich die Freier zu bestrafen.
Für 2007 kündigte die Sozialistische Partei einen Gesetzesentwurf an, der auf die grundsätzliche Strafbarkeit der Freier („schwedisches Modell“) abzielt. Kritische Stimmen befürchteten, dass durch die restriktive Haltung die Prostitution mehr in den anonymen Untergrund und ins Internet abwandere, so dass sie und somit gegebenenfalls auch die Ausbreitung von Geschlechtskrankheiten nicht mehr wirksam kontrolliert werden könne.
Ende 2011 wurde erstmals ein Gesetzentwurf zur Bestrafung der Kunden in der Nationalversammlung diskutiert.
Im Dezember 2013 beschloss die Nationalversammlung in erster Lesung einen Gesetzesentwurf gegen die Prostitution, der die Bestrafung der Freier vorsah, gleichzeitig aber zum Schutz der Prostituierten das Verbot des „passiven Anwerbens“ aufheben sollte.
Der Gesetzentwurf wurde nicht nur von konservativer Seite kritisiert. Auch Prominente wie die Schauspielerin Catherine Deneuve unterzeichneten eine Petition gegen die Pläne, Freier zu bestrafen.
In einem Interview mit der FAZ im November 2013 sprach sich auch die französische Philosophin und Feministin Elisabeth Badinter gegen ein Verbot der Prostitution aus. Es müsse zwischen dem Kampf gegen mafiöse Zuhälterringe und der Prostitution unterschieden werden. Frauen hätten das Recht, mit ihrem Körper zu machen, was sie wollen. „Ein Prostitutionsverbot würde die Lage der Prostituierten verschlimmern, weil sie dann im Verborgenen arbeiten müssten.“ Kritik kam auch von der französischen Sexarbeiterorganisation Strass.
Im Juli 2014 lehnte der Senat, das französische Oberhaus, den Entwurf zur Kriminalisierung von Kunden Prostituierter ab. Die Fachkommission entschied nach Anhörung von zahlreichen Fachleuten und Prostituierten, dass eine Kriminalisierung der Freier die Prostituierten zur Arbeit im Verborgenen zwingen würde, was ihre Gesundheit bedrohen sowie die Prostituierten weiteren Gefahren aussetzen würde. Auch verstoße eine Bestrafung gegen das Menschenrecht auf sexuelle Selbstbestimmung erwachsener Menschen.
Das Gesetz wurde nach mehreren Durchläufen durch das Parlament und den Senat dennoch angenommen und wurde im April 2016 rechtsgültig.
Wenige Monate später wurde die Umsetzung bereits scharf kritisiert: Nur 249 Fälle seien in den ersten sechs Monaten verfolgt worden, die Aggressionen gegen Sexarbeiter hätten sich aber verstärkt und deren Arbeitsbedingungen hätten sich stark verschlechtert. In den ersten fünf Jahren wurden insgesamt rund 5000 Bußen gegen Freier ausgesprochen, was bei geschätzten 40.000 Sexarbeiterinnen wenig ist. Weitere Studien ergaben, dass nach wie vor vorwiegend Prostituierte (also nicht die Freier) kriminalisiert werden und sich die Lebensbedingungen der Sexarbeiterinnen und Sexarbeiter verschlechtert haben; die Anzahl der Freier veränderte sich nicht.
Eine Klage gegen das Gesetz wurde im Juli 2024 vom EGMR abgewiesen.